# Noureddine Boubou
Noureddine Boubou (né en 1976) est un footballeur marocain. Ce défenseur évolue actuellement au KAC de Kénitra. Il a joué au Hassania d'Agadir, puis les FAR de Rabat avant d'être transféré au KAC durant le mercato d'été 2008.